# Vologèse III
Pour les articles homonymes, voir Vologèse.
Vologèse III est un roi des Parthes de la dynastie des Arsacides ayant régné de 105 à 147 ap. J.-C.

## Biographie
Fils du roi Vologèse II, Vologèse III continue le combat entrepris par son père et finit par s’imposer comme successeur de Pacorus II. Pendant son règne, il doit cependant faire face aux usurpations en Mésopotamie d'Osroès Ier (109-129) puis de Mithridate IV (129-140), a priori les frères de Pacorus II.
Lors de la campagne parthique de Trajan (115-117), il doit fuir ses capitales Séleucie du Tigre et Ctésiphon qui sont prises par les généraux romains Marcus Erucius Clarus et Tiberius Julius Alexander Julianus et ravagées. Il doit accepter un protectorat romain sur l'Arménie et le dépeçage du royaume parthe par Rome avec la création des provinces romaines d'Adiabène et d’Assyrie et la vassalisation du royaume de Characène au fond du golfe Persique. L’empereur romain tente en outre de lui opposer en Parthie même un certain Parthamaspatès qui se présente comme le fils d'Osroès Ier (116).
Après la disparition brutale de Trajan le 7 août 117, le roi parthe peut finalement bénéficier lui aussi de la paix avantageuse négociée en 123 par Osroès Ier avec Hadrien, qui renonce à la plus grande partie des conquêtes de son prédécesseur Trajan et fixe la frontière des deux empires sur l'Euphrate.
Après sa mort, il a comme successeur Vologèse IV, qui est vraisemblablement le fils de Mithridate IV de Parthie.